# غابة تونغاس الوطنية
غابة تونغاس الوطنية (بالإنجليزية: Tongass National Forest)‏ تقع في جنوب شرق ألاسكا، وهي أكبر غابة وطنية في الولايات المتحدة الأمريكية.
مساحتها 68000 كم. وتتميز بأنها غابات مطيرة، وهي بعيدة عن العمران البشري بشكل كاف، لتكون موطناً لأنواع الحيوانات والنباتات المعرضة للخطر.
وتقع تحت إدارة هيئة غابات الولايات المتحدة، وتضم أرخبيل ألكسندر والخلل والممرات الجليدية، وقمم الجبال الساحلية.